# Tour of Alberta
Tour of Alberta er et canadisk etapeløb i landevejscykling som arrangeres hvert år i september. Løbet blev for første gang arrangeret i 2013. Løbet er af UCI klassificeret med 2.1 og er en del af UCI America Tour. 

## Vindere
| År   | Vinder          | Toer             | Treer             |
| ---- | --------------- | ---------------- | ----------------- |
| 2013 | Rohan Dennis    | Brent Bookwalter | Damiano Caruso    |
| 2014 | Daryl Impey     | Tom Dumoulin     | Ruben Zepuntke    |
| 2015 | Bauke Mollema   | Adam Yates       | Tom-Jelte Slagter |
| 2016 | Robin Carpenter | Bauke Mollema    | Evan Huffman      |
| 2017 | Evan Huffman    | Sepp Kuss        | Alex Howes        |